# Albertowsko
Albertowsko is een plaats in het Poolse district  Grodziski, woiwodschap Groot-Polen. De plaats maakt deel uit van de gemeente Grodzisk Wielkopolski en telt 240 inwoners.